# 斯伦贝谢

使用至2022年10月的原标志。

斯伦贝谢（Schlumberger，發音：[ʃlumbɛʁʒe, ʃlœ̃b-]），2022年品牌重塑后更名为SLB，是世界上最大的油田服务公司。斯伦贝谢员工约为126,000人，他们来自超过140个国家，在超过85个国家工作。主要的办公室在休斯顿、巴黎、伦敦和海牙。

## 历史

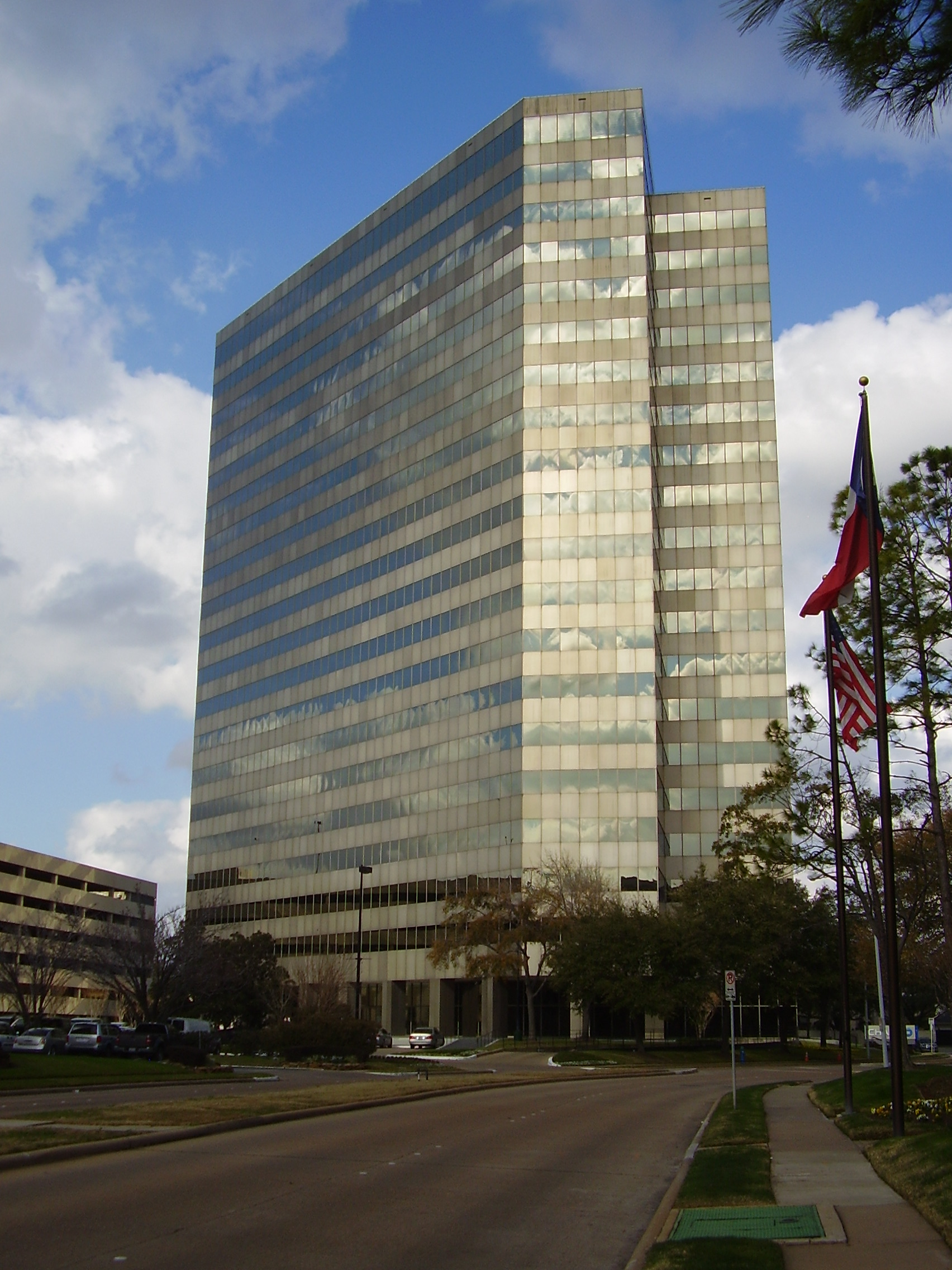
斯伦贝谢位于休斯敦的总部

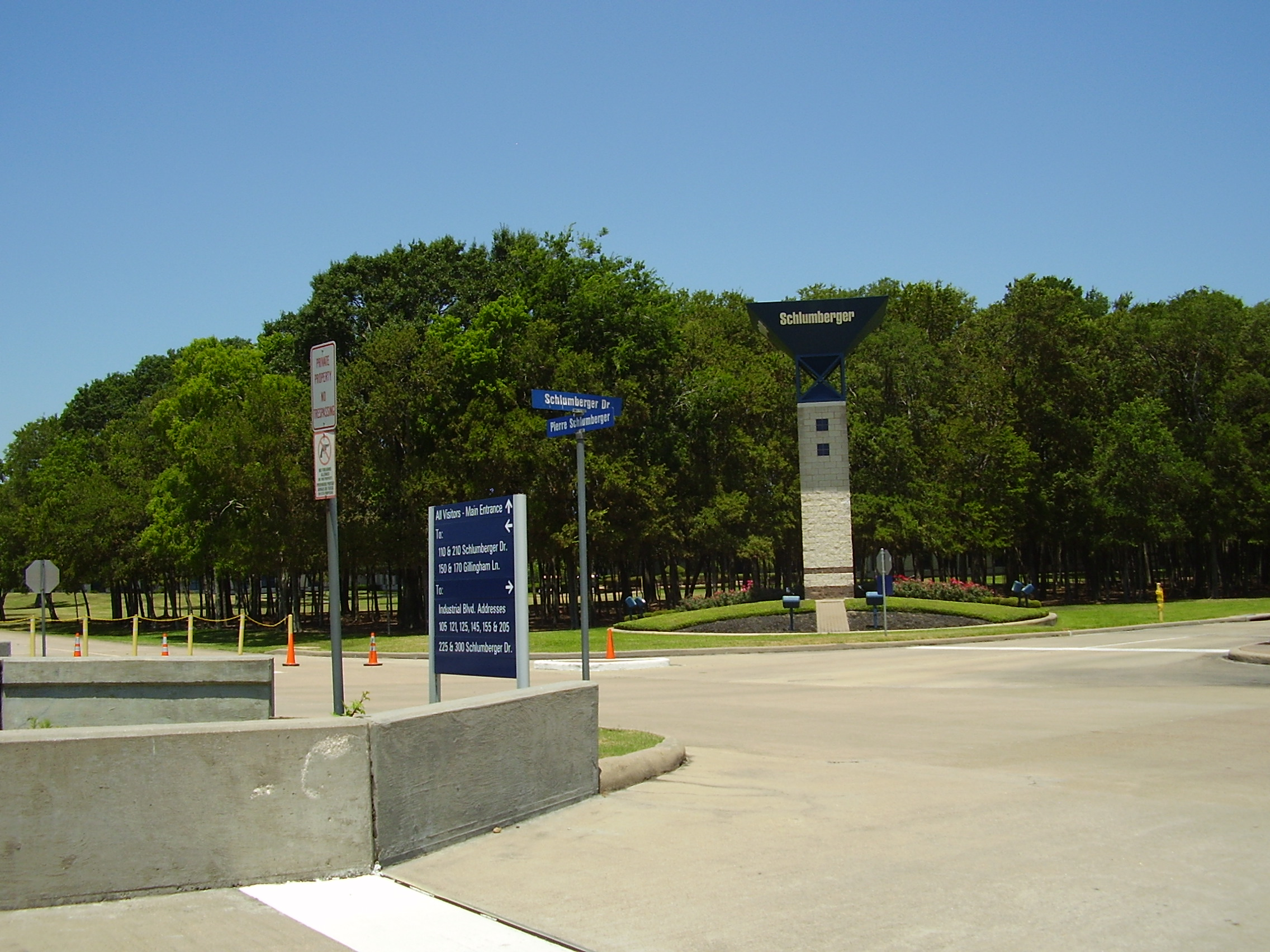
伦贝谢位于德克薩斯州舒格蘭的办公综合体

## 环保记录
2009年, 新闻周刊发布了500家大公司在环保方面的绿色排名，斯伦贝谢排名118。